# George Breen
George Breen (Búfalo (Nueva York), Estados Unidos, 19 de julio de 1935-9 de noviembre de 2019) fue un nadador estadounidense especializado en pruebas de estilo libre media y larga distancia, con el que logró ser subcampeón olímpico en 1956 en los 4x200 metros.
George Breen fue diagnosticado de cáncer de páncreas en julio de 2019,  falleció cuatro meses después, el 9 de noviembre, tras interrumpir el tratamiento que recibía para paliar la enfermedad. Tenía ochenta y cuatro años.

## Carrera deportiva
En los Juegos Olímpicos de Melbourne 1956 ganó la medalla de plata en los relevos de 4x200 metros libre, y bronce en los 400 metros libre y 1500 metros libre.
Cuatro años después, en las Olimpiadas de Roma 1960 ganó el bronce en los 1500 metros libre, con un tiempo de 17:30.6 segundos, tras los australianos John Konrads y Murray Rose.
Y en los Juegos Panamericanos de 1959 celebrados en Chicago ganó el oro en los 400 metros libre y la plata en los 1500 metros libre.